# Wii 채널
Wii 채널(일본어: Wiiチャンネル, 영어: Wii Channel, 영어: Wii Memu)은 Wii 게임기의 최상위 메뉴 인터페이스이다. 4x3 격자로 네 장의 페이지를 이루고 있다.
"채널"(channel)로 알려져 있는 응용 프로그램들이 격자에 표시되며 Wii 리모컨의 기능을 사용하여 탐색할 수 있다. 격자는 사용자가 바라는 대로 바꿀 수 있으며 메뉴의 47가지 사용자 정의 슬롯 사이에서 채널을 움직일 수 있다.

## Wii 본체에 기본제공 되는 채널
- 디스크 드라이브 채널 (Disc Channel)    (본 채널은 Wii디스크와 게임큐브 게임      디스크가 돌아간다, 다만 한국에 발매된 Wii는 한국 국내전용 지역코드를 갖고있어 과거에 발매된 어떠한 게임큐브 게임 디스크가 돌아가지 않는다)
- Mii 채널 (Mii Channel) (이 채널은 Mii라는 아바타를 만드는 채널이다 자신이 만든  아바타 캐릭터를 게임에 등장시킬수있다)
- 사진채널 (Photo Channel) (이 채널은 Wii본체에 SD카드를 넣어 사진을 관람할수있다)
- Wii 쇼핑채널 (Wii Shop Channel)          (이 채널은 Wii 콘솔에서 제공하고있는 과거에 발매되었던 버추얼(레트로) 콘솔 게임이나 자체적으로 제공되는 부가서비스를 이용하여 다운로드를 할수있다)
- 날씨 채널 (Forecast Channel)              (이 채널은 본인이 거주하고있는 지역의 주간 날씨를 열람할수있다 글로브에 들어가면 전 세계의 날씨를 공유해서 열람할수있다, 데이터 베이스는 웨더뉴스라는 회사에서 제공하기로했다) (※참고로 국내에서 정식발매된 Wii에서는 서비스가 제공되지 않았다)
- 뉴스 채널 (News Channel)                    (이 채널은 이슈가 되는 기사들을 내보내어 소식을 접할수있다) (※날씨채널과 마찬가지로 국내에서 정식발매된 Wii에서는 서비스가 제공되지 않았다)

## 국내에 공식 제공된 부가  서비스 채널
- 버추얼 콘솔 (Virtual Console)(제공종료)
- 즐거운 하루 운세 채널 (Today & Tomorrow Channel)(제공종료)
- 젤다의전설 저장 업데이트 채널 (Zelda Skyword Sword save Update)            (현재 Wii 쇼핑 채널에서 유일하게 다운로드가 가능함)
- Wii 스피크 채널 (Wiispeak Channel)    (제공종료)

## 해외 국가에서 제공되고   있는 온라인 관련 부가 채널
- 인터넷 채널 (Internet Channel)
- 모두의 투표 채널 (Everybody Votes Channel)
- 메트로이드 프라임 3 프리뷰 (Metroid Prime 3 Preview)
- 체크 미 아웃 채널 (Check Mii Out Channel)
- 모두의 닌텐도 채널 (Everybody's Nintendo Channel)
- 텔레비전 프렌드 채널 (Television Friend Channel)
- 유튜브채널 (youtube Channel)
- 넷플렉스채널(NetFlix Channel)
- 훌라후플러스채널 (HuluPlus Channel)
- Wii시스템전송채널 (Wii system Transfer Channel)
- WIIu 전송채널 (Wii Transfer Channel)
- Wii+인터넷(Wii+ internet)                        (본 서비스들은 한국에서 미지원되었다)

## 일본한정으로 제공하는    부가 채널
- 텔레비전 친구 채널 (Television Friend Channel)
- 데마야키 채널 (Food Channel)
- 밴드 DX 스피커 채널 (Daigasso Band DX Speak Channel)
- Wii 거실 (no ma)
- 디지털 카메라 채널 (Digicam Channel)
- Wii피트 헬스채크채널 (WII FIT Health Check Channel)

## Wii디스크로만 구동이 가능한 채널
- 마리오카트채널 (Mario kart Channel)
- Wii피트채널 (Wii Fit Channel)
- Wii피트 플러스채널 (Wii Fit Plus Channel)

## 시스템 업데이트 (갱신)
위는 중심 운영 소프트웨어의 업데이트를 내려받을 수 있다. 이러한 업데이트들은 부가 기능, 패치/수정 사항, 새로운 공개 채널에 대한 지원 등을 포함할 수 있다. 업데이트가 가능하면, 닌텐도는 게임기에 메시지를 보냄으로써 사용자에게 알린다.

## 같이 보기
- 크로스미디어바